# Arcata-Eureka Airport

i7
i11
i13

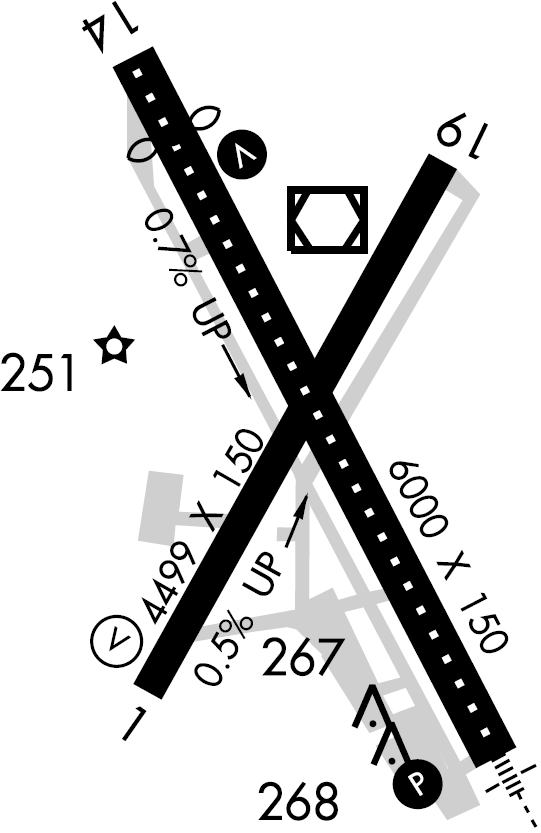
Plan des Flughafens

Der Flughafen Arcata (auch Flughafen Arcata-Eureka, englisch California Redwood Coast–Humboldt County Airport, IATA-Code: ACV, ICAO-Code: KACV) ist ein Flughafen in  McKinleyville. Der Einzugsbereich umfasst das Humboldt County, inklusive der beiden namensgebenden Ortschaften Arcata und Eureka. Der Flughafen ist offizieller Einreiseflughafen für zivile Flugzeuge in die Vereinigten Staaten.
Der Flughafen wurde im Zweiten Weltkrieg von der US-Marine zum Test von Systemen zur Kondensatvermeidung an Flugzeugscheiben errichtet. Heute wird der Flughafen einerseits kommerziell, andererseits für privaten Luftverkehr benutzt. Die Fluglinien Horizon Air und United Airlines bieten hier einen Linienverkehr an.
Im Jahre 2005 wurden 102.000 ankommende und 104.000 abfliegende Fluggäste auf 4370 Flügen abgefertigt. Die Linie Horizon Air beförderte 66,29 % der Fluggäste, der Rest flog mit United Airlines. Die Pünktlichkeit lag bei 78 % für abgehende und 79 % für ankommende Flugzeuge. Zusätzlich zu den Passagieren wurden 207.291 kg Güter umgeschlagen.

## Einrichtungen
Der Flughafen Arcata-Eureka hat eine Fläche von etwa 3 km2 und es stehen zwei Start- und Landebahnen zur Verfügung:
- Runway 01/19: 1 372 x 45 m, Belag: Asphalt[7]
- Runway 14/32: 1 843 x 46 m, Belag: Asphalt[7]

Da der Flughafen an der kalifornischen Pazifikküste liegt, fällt er unter die Zuständigkeit der California Coastal Commission. Größere Veränderungen, wie beispielsweise eine Änderung des Gebiets oder des Zauns müssen von der Kommission genehmigt werden.
Der Landeanflug auf Landebahn 32 führt über die vielbefahrene Central Avenue. Die Leuchtfeuer der Landebahn führten anfangs zu einer Gefährdung des Straßenverkehrs durch Blendung. Dies wurde besonders bei schlechter Witterung deutlich, wenn die Leuchtkraft der Befeuerung noch zusätzlich erhöht und dann von Wasser auf der Fahrbahn reflektiert wurde. Das Büro der FAA für die Erforschung von Luftfahrt- und Flughafentechnik (Office of Aviation Research, Airport Technology Research and Development Branch) schuf Abhilfe durch Anbringung von Blenden an der Befeuerung, wodurch verhindert wurde, dass die Fahrbahn beleuchtet wurde, aber die Befeuerung weiterhin für anfliegende Flugzeuge ihren Zweck erfüllte.

## Airlines und Flugziele
- Alaska Airlines
  - Horizon Air (Los Angeles, Portland (OR), Redding)
- United Airlines
  - United Express betrieben durch SkyWest (Crescent City, Sacramento, San Francisco)